# John Adams (homme d'État)
Pour les articles homonymes, voir John Adams et Adams.
John Adams, né le 30 octobre 1735 à Quincy (Massachusetts) et mort le 4 juillet 1826 dans la même ville, est un homme d'État américain, président des États-Unis de 1797 à 1801. Deuxième occupant de la fonction après George Washington, il est le premier vice-président des États-Unis de 1789 à 1797, durant la présidence de ce dernier. Membre du Parti fédéraliste, il est considéré comme l'un des Pères fondateurs des États-Unis.
John Adams joue un rôle important dans la révolution américaine d’abord dans le Massachusetts, d'où il est originaire, puis comme représentant du Congrès continental en Europe. Il obtient notamment des fonds de la part des marchés monétaires d’Amsterdam afin de financer les dépenses liées à la guerre d'indépendance des États-Unis. Il est l’un des principaux artisans de la paix (traité de Paris de 1783) avec le Royaume-Uni.
Son prestige lui permet d’être élu vice-président aux côtés de George Washington à deux reprises, puis de devenir président de la jeune nation. Il est le premier à occuper la Maison-Blanche, achevée en 1800 à Washington.
Durant son mandat présidentiel, il doit faire face aux oppositions qui agitent le Parti fédéraliste, en particulier de la part d'une faction menée par Alexander Hamilton. Il tente de rendre la fonction de président apolitique, mais se trouve confronté aux critiques des deux partis politiques de l'époque. Il essaie de sauvegarder la neutralité des États-Unis dans les conflits entre les puissances européennes pendant la crise de la quasi-guerre (1798-1800).
À l'élection présidentielle de 1800, candidat à un second mandat, il est battu par Thomas Jefferson, contre qui il l'avait emporté quatre ans plus tôt. Il prend alors sa retraite auprès de son épouse dans son État natal. La correspondance qu'il entretient avec elle pendant sa présidence montre qu'il est en même temps l'ami et le rival de Jefferson.
John Adams est à l’origine d’une importante lignée d’hommes politiques, d’historiens et de diplomates. Son fils John Quincy Adams est notamment président des États-Unis pour un unique mandat, de 1825 à 1829.

## Biographie
John Adams, Jr. est le fils de Susanna Boylston (1708-1797) et de l'homme d'affaires et homme politique John Adams, Sr. (1691-1761). John Adams, Jr. naît en 1735 à Quincy dans la province de la baie du Massachusetts. Son lieu de naissance fait aujourd’hui partie de l’Adams National Historical Park. Il étudie le droit à Harvard dont il sort diplômé en 1755 et acquiert sa pratique d'avocat en l’étude prestigieuse de James Jackson Putnam à Worcester. En 1758, il est admis au barreau. Depuis son plus jeune âge, John Adams a pris l’habitude de tenir un journal dans lequel il consigne ses commentaires sur les évènements dans la colonie : ainsi, en 1761, il rapporte le discours de James Otis prononcé à la cour supérieure du Massachusetts sur la légalité des Writ of Assistance. Les arguments d’Otis provoquent l’engagement de John Adams pour la cause révolutionnaire américaine.
En 1764, John Adams épouse Abigail Smith (1744–1818), la fille du Révérend William Smith, à Weymouth. Le couple eut plusieurs enfants : Abigail (1765-1813) ; le futur président américain John Quincy Adams (1767-1848) ; Susanna (1768–1770) ; Charles (1770-1800) ; Thomas Boylston (1772-1832) ; et une fille mort-née Elizabeth (1775).

### Engagement politique
John Adams tient un rôle important dans les évènements qui précèdent la révolution américaine, comme avocat constitutionnaliste. Sa bonne connaissance du droit en fait un personnage clé de la révolte. Il est partisan du régime républicain et analyse des exemples historiques. Il écrit plusieurs essais, mémoires juridiques et résolutions contre la taxation et la régulation britannique.
En août 1765, il contribue anonymement à plusieurs articles qui paraissent dans la Boston Gazette et développe l’idée que l’opposition au Stamp Act est directement liée au protestantisme puritain apporté en Nouvelle-Angleterre au XVIIe siècle. Il affirme que les nouvelles taxes doivent être levées avec le consentement du peuple ; il affirme également le droit d’être jugé par ses pairs. Il écrit les Braintree Instructions dans lesquelles il défend les droits et les libertés des colons. En décembre 1765, il prononce un discours devant le gouverneur et le conseil de la colonie dans lequel il déclare le Stamp Act invalide, faute de représentation des colons américains au Parlement britannique.
En 1768, il s’établit à Boston et, deux ans plus tard, le 5 mars 1770, il fait preuve de courage moral en défendant l’officier et les sept soldats britanniques accusés de la mort de cinq colons pendant le « Massacre de Boston ». Sa conduite courageuse et patriotique lui permet d’être élu député du Massachusetts à l'assemblée de la colonie.
Il est membre du Congrès continental de 1774 à 1778. En 1775, il soutient l’union des colonies et approuve la nomination de George Washington en tant que chef d’état-major de l'Armée continentale. Son influence au Congrès est importante et, presque dès le départ, il soutient la séparation entre les colonies et la Grande-Bretagne. La même année, le Congrès crée la première d’une série de commissions aux affaires navales,. Adams est l’ardent défenseur de la marine américaine dont il est souvent considéré comme le père.

La Commission des Cinq remet la Déclaration d'indépendance au Congrès (tableau de John Trumbull). John Adams est l'homme qui se tient au centre du tableau, la main sur la hanche.

En 1776, il publie un pamphlet intitulé Thoughts on Government qui inspira plusieurs constitutions des états. La même année, il approuve la fameuse résolution introduite par Richard Henry Lee sur le droit des colonies à être libres et indépendantes : il est nommé le 11 juin, ainsi que Thomas Jefferson, Benjamin Franklin, Robert R. Livingston et Sherman, au Comité de rédaction de la Déclaration d'indépendance des États-Unis. En réalité, c'est Thomas Jefferson qui rédige l'essentiel du texte, même si John Adams occupe une place importante dans les débats autour de son adoption.
En 1777, John Adams est nommé Ministre plénipotentiaire pour négocier un traité de paix et de commerce avec la Grande-Bretagne. Contrairement à ses instructions, il traite directement avec les représentants britanniques sans en référer au gouvernement français allié. Il cherche particulièrement à obtenir des droits de pêche sur les côtes anglo-américaines. Compte tenu du climat politique favorable, il obtient des conditions particulièrement intéressantes. Il est envoyé aux Pays-Bas où il obtient la reconnaissance des États-Unis en tant que gouvernement indépendant.
En 1778, John Adams remplace Silas Deane à Paris début avril. Il a un grave handicap pour l'époque et sa fonction : il ne parle pas français. Il parvient cependant à négocier l'alliance avec la France, mais frustré de voir le rôle de Benjamin Franklin prédominer, il quitte le territoire français avec John Quincy le 8 mars 1779. Le 2 août, ils sont arrivés à Braintree (Massachusetts).
Ministre-plénipotentiaire en Hollande pour les négociations de la paix générale, il consultera l'abbé de Mably, publiciste alors illustre, au sujet des Constitutions des treize nouvelles républiques américaines et plus particulièrement au sujet de celles du Massachusetts, de la Pennsylvanie et de la Géorgie. Mably répondit les 24 juillet et 20 Août 1783 par quatre lettres réunies peu avant sa mort sous le titre Observations sur le gouvernement et les loix des Etats-Unis d’Amérique (1784).
En 1785, John Adams est nommé ambassadeur auprès de la Grande-Bretagne. Présenté au roi George III, qui dit comprendre sa méfiance envers le gouvernement français, il lui répond : « Je dois affirmer à votre majesté que ma seule loyauté est envers mon propre pays ».
Il publie Une Défense des Constitutions du Gouvernement des États-Unis d'Amérique, un livre sur la Constitution des États-Unis où il attaque les idées de ceux qui défendent les gouvernements centraux. Toutefois, il n’est pas particulièrement apprécié de ses concitoyens en raison de ses idées sur « les riches, les bien-nés et les capables » qui doivent recevoir une place à part dans les assemblées nationales. C'est probablement la raison pour laquelle il ne reçoit qu'une partie des voix des grands électeurs lors de la première élection présidentielle, en 1788, où il est élu à la vice-présidence (George Washington est élu président) et il prend ses fonctions le 21 avril 1789. Les deux hommes sont réélus dans les mêmes fonctions en 1792.
George Washington refuse de se présenter pour un troisième mandat et, le 3 novembre 1796, Adams est élu président face à Thomas Jefferson, qui devient son vice-président.

### Présidence

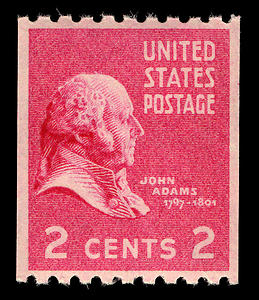
John Adams sur un timbre.

#### 1797
4 mars : investiture de John Adams en tant que deuxième président des États-Unis.

#### 1798
25 juin : vote de la loi autorisant le président à déporter les étrangers déclarés dangereux.
11 juillet : Adams signe la loi créant le United States Marine Corps, les troupes de débarquement de la Marine américaine.
14 juillet : vote de la loi interdisant d'écrire, de publier ou de proférer des propos faux ou injurieux à l'égard du président américain ou du gouvernement.

#### 1800
1er novembre : Adams et sa femme s'installent à Washington dans le palais présidentiel qui ne prendra le nom de « Maison-Blanche » que bien plus tard. Ils résidaient auparavant dans la President's House, la demeure présidentielle à Philadelphie, jusqu'alors capitale des États-Unis.

#### Politique étrangère
En raison de l'aide apportée par la France pendant la guerre d'Indépendance des États-Unis, ces derniers devaient soutenir la France en cas de conflit avec la Grande-Bretagne (traité de Paris). Le 24 décembre 1796, Victor Hugues, gouverneur de la Guadeloupe pour le compte de la France, prend un arrêté contre les navires américains. Cet arrêté était motivé par le fait que certains Américains, moyennant dédommagement pécuniaire, permettaient aux Britanniques, en guerre avec la France, d'utiliser le pavillon américain pour aborder les îles françaises des Antilles. Cet arrêté autorise les corsaires guadeloupéens à attaquer les navires américains.
Les corsaires guadeloupéens, ex-esclaves récemment libérés par l'abolition du 16 pluviôse an II, venaient de libérer l'archipel guadeloupéen et Sainte-Lucie de la présence britannique. Mais c'est surtout la révolte des esclaves de Saint-Domingue, qui représente alors la moitié de la production mondiale de coton et de café et un tiers de celle de sucre, qui change la donne.
L'arrivée à Cuba de réfugiés de Saint-Domingue après l'armistice du 30 mars 1798 en voit beaucoup devenir corsaires lors de la quasi-guerre, pour détourner la reprise de l'activité marchande permise par la convention commerciale tripartite de 1799 entre Toussaint Louverture, les États-Unis et l'Angleterre, ce qui va nourrir la piraterie des années 1800 dans la Caraïbe et donne un premier coup de fouet au trafic commercial à Cuba comme le montrent les valeurs produites par le port de Cuba entre 1797 et 1801, une partie venant des prises des corsaires français attaquant les navires américains commerçant avec Saint-Domingue :
| Année   | 1797 | 1798 | 1799 | 1800 | 1801  |
| ------- | ---- | ---- | ---- | ---- | ----- |
| Tonnage | 32,5 | 46,1 | 76,5 | 84   | 116,6 |

Contre les agressions de ces corsaires, le 7 juillet 1798, le Congrès des États-Unis vote une loi qui délie les États-Unis de leurs obligations à l'égard de la France. De plus, John Adams est amené à créer une première marine de guerre américaine, et à rendre permanent le corps des marines, déjà apparu pendant la guerre d'indépendance.
Cet épisode, connu sous le nom de « quasi-guerre », a vu des batailles navales entre la France (Guadeloupe essentiellement) et les États-Unis (qui estimèrent leurs pertes en navires et cargaisons pour une valeur de 20 millions de francs de l'époque). Napoléon met fin à cet état de guerre par la convention de Mortefontaine, le 2 octobre 1800.
Le président américain John Adams était fortement incité par les faucons de Washington à déclarer officiellement la guerre à la France, ce qu'il a toujours refusé de faire avec un sang-froid exceptionnel. Inversement, il était critiqué par une mouvance appelée Parti français à Washington, qui l'accusait de faiblesse envers l'Angleterre et de manque de respect envers l'ancien allié français, portée par Thomas Jefferson, qui triomphe à l'élection présidentielle américaine de 1800.

#### Politique intérieure
Le mandat d’Adams est marqué par le passage de la loi sur les « étrangers et la sédition » qui va apporter le discrédit sur son parti. Cette loi est une conséquence de la politique étrangère des États-Unis qui, à cette époque, sont pris dans le tourbillon des complications européennes. Adams, au lieu de participer aux joutes, s’occupe d’affermir la paix avec la France contre l’avis d’Hamilton et de ses amis.

#### Politique partisane
Étant le deuxième président, Adams est amené, comme Washington, à créer des précédents. Il essaie d'avoir un gouvernement apolitique et n'aboutit qu'à donner le contrôle du Parti fédéraliste à Alexander Hamilton et celui du parti démocrate-républicain à Thomas Jefferson, qui est d'ailleurs son rival et vice-président, car à cette époque les règles électorales donnent les deux postes aux hommes qui ont obtenu le plus grand nombre de voix. De plus, des querelles internes éclatent : Adams et Hamilton ne s’entendent plus, des membres du cabinet du président allant jusqu’à chercher leurs ordres auprès du second.
En 1800, Adams est de nouveau le candidat du parti fédéraliste aux élections, mais l’absence de confiance au sein de son propre parti et le sentiment populaire opposé aux lois « étrangers et sédition » entraînent la victoire de son concurrent Thomas Jefferson.

### Retraite
Après sa défaite à l'élection de 1800, à l'issue d'une campagne très tendue, Adams se retire dans son État natal, le Massachusetts. Il est le premier des quatre présidents sortants à ne pas avoir assisté à l'investiture de leur successeur.
Il y meurt le 4 juillet 1826 alors que son fils est le Président des États-Unis. Le hasard veut qu'il décède exactement 50 ans après la signature de la Déclaration d'Indépendance. Thomas Jefferson, qui était le père de la déclaration, s'éteint le même jour, quelques heures avant son ami et rival. Les derniers mots de Jefferson auraient été : « Sommes-nous déjà le 4 ? » ; ceux de John Adams : « Thomas Jefferson vit-il toujours ? ».

## Distinctions
- 1813 : membre de l'American Antiquarian Society[11].